# Burnett Falls
Die Burnett Falls sind ein Wasserfall bislang nicht ermittelter Fallhöhe im Mount-Cook-Nationalpark in der Region Canterbury auf der Südinsel Neuseelands. Er liegt im Lauf eines namenlosen, durch das Schmelzwasser des Burnett-Gletschers gespeisten Bachs am Südrand der Malte Brun Range in den Neuseeländischen Alpen.